# John Dooher
John Anthony Dooher (ur. 3 maja 1943 w Dorchester, Massachusetts) – amerykański duchowny katolicki, biskup pomocniczy Bostonu w latach 2006–2018.

## Życiorys
Święcenia kapłańskie otrzymał z rąk kardynała Richarda Cushinga w dniu 21 maja 1969. Inkardynowany do archidiecezji bostońskiej, pracował przede wszystkim jako duszpasterz parafialny. Był także członkiem diecezjalnej Rady Kapłańskiej oraz Kolegium Konsultorów.
12 października 2006 mianowany biskupem pomocniczym Bostonu ze stolicą tytularną Theveste. Sakry udzielił mu kard. Seán O’Malley OFMCap.
30 czerwca 2018 papież przyjął jego rezygnację z pełnionego urzędu.